# Schleifmühle (Naila)
Schleifmühle ist ein Gemeindeteil der Stadt Naila im oberfränkischen Landkreis Hof in Bayern. Schleifmühle liegt in der Gemarkung Naila.

## Geografie
Die Einöde liegt links der Selbitz etwas abseits der „Selbitztalstraße“ (=Staatsstraße 2195) des Gemeindeteils Naila.

## Geschichte
Schleifmühle gehörte zur Realgemeinde Naila. Gegen Ende des 18. Jahrhunderts bestand Schleifmühle aus einem Anwesen. Die Hochgerichtsbarkeit hatte das bayreuthische Vogteiamt Naila. Das Kastenamt Hof war Grundherr der Mühle.
Von 1797 bis 1810 unterstand Schleifmühle dem Justiz- und Kammeramt Naila. Infolge des Ersten Gemeindeedikts wurde Schleifmühle dem 1812 gebildeten Steuerdistrikt Naila und der zugleich entstandenen Munizipalgemeinde Naila zugewiesen. Heute stehen vom damaligen Gebäude nur noch Reste der Grundmauern.

### Einwohnerentwicklung
| Jahr      | 1819  | 1861   | 1871   | 1885   | 1900   | 1925   | 1950   | 1961   | 1970   | 1987  |
| Einwohner | *     | 6      | 9      | 5      | 4      | 2      | 4      | 4      | 1      | 0     |
| Häuser    |       |        |        | 1      | 1      | 1      | 1      | 1      |        | 0     |
| Quelle    | [ 6 ] | [ 10 ] | [ 11 ] | [ 12 ] | [ 13 ] | [ 14 ] | [ 15 ] | [ 16 ] | [ 17 ] | [ 1 ] |

## Religion
Schleifmühle ist evangelisch-lutherisch geprägt und bis heute in die Stadtkirche Naila gepfarrt.